# Agence royaliste de Paris
Agence royaliste de Paris (o Comité de Paris, también conocida como La Manufacture y Les Amis de Paris -"Agencia realista de París", "la manufactura" y "los amigos de París"-) es la denominación de un grupo político clandestino que tuvo actividad durante la Revolución francesa. Fue creada en 1791 por el duque de Fernán Núñez, embajador español, como un servicio de inteligencia destinado en un primer tiempo a informar a la corona española. A partir de 1793, le sustituyó el conde de Antraigues, que entregaba las informaciones recolectadas a Simón de las Casas, embajador de la corte española en Venecia, al propio conde de Provenza, como se conocía entonces al futuro Luis XVIII, al ministro británico en Génova, Francis Drake, así como a las cortes de Austria, Rusia y Nápoles. A partir de 1795, la agencia mantuvo contactos con William Wickham, agente secreto y futuro ministro del gobierno británico, y con François Dutheil, representante en Londres del conde de Artois, futuro Carlos X.
Pertenecían a la agencia los franceses Nicolas Sourdat, el chevalier Despomelles y Pierre Jacques Lemaître. Otros personajes, como Charles Honoré Berthelot de La Villeheurnois, Thomas Laurent Madeleine Duverne de Presle y el monje André-Charles Brotier estuvieron también en el grupo, y se destacaron como organizadores de movilizaciones contrarrevolucionarias a partir de 1795 (Affaire du camp de Grenelle de 10 de septiembre de 1796, y desembarco de los emigrados en Quiberon en julio de 1795).
En 1796, la agencia de París creó el Instituto Filantrópico, una institución caritativa legal implantada en todo el país y financiada por el gobierno británico, cuyo verdadero propósito era infiltrarse en las administraciones locales para desplazar a los jacobinos, y ganar apoyo para los monárquicos moderados en las elecciones legislativas de 1797 para derrocar el Directorio.
Representaba una opción monárquica moderada por la monarquía constitucional. En esta postura se encontrarían algún miembro de la familia real, como el futuro Luis XVIII (por entonces llamado Louis de Provence). La Agencia de París fue la red de inteligencia que más tiempo duró y que más influencia tuvo durante la Revolución francesa, y fue la mayor fuente de información de las principales cortes europeas.